# Ottendorf an der Rittschein
Ottendorf an der Rittschein osztrák község Stájerország Hartberg-fürstenfeldi járásában. 2017 januárjában 1559 lakosa volt.

## Elhelyezkedése

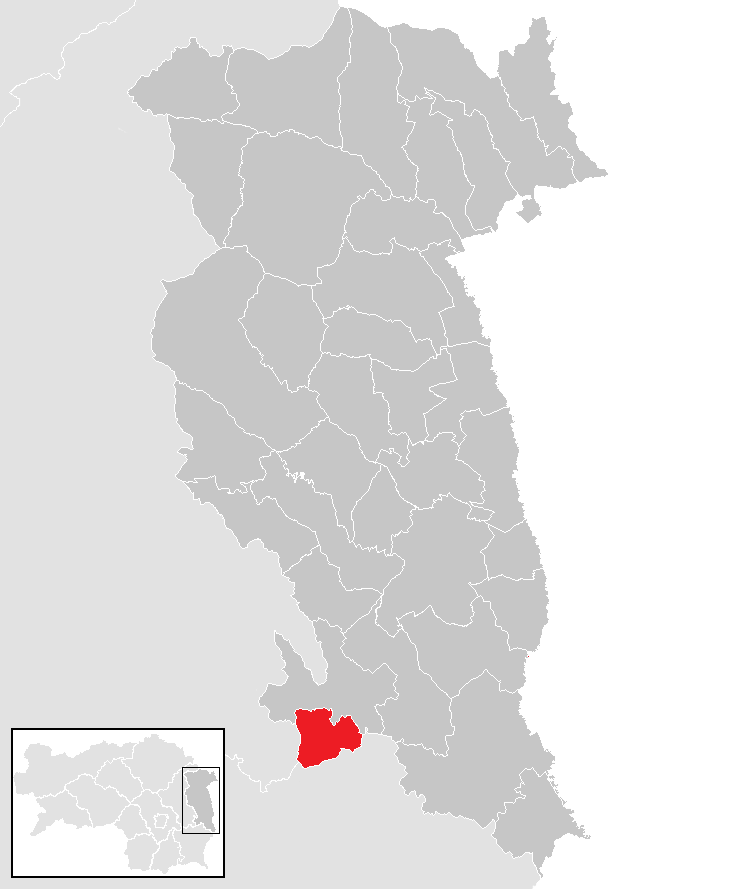
Ottendorf an der Rittschein a Hartberg-fürstenfeldi járásban

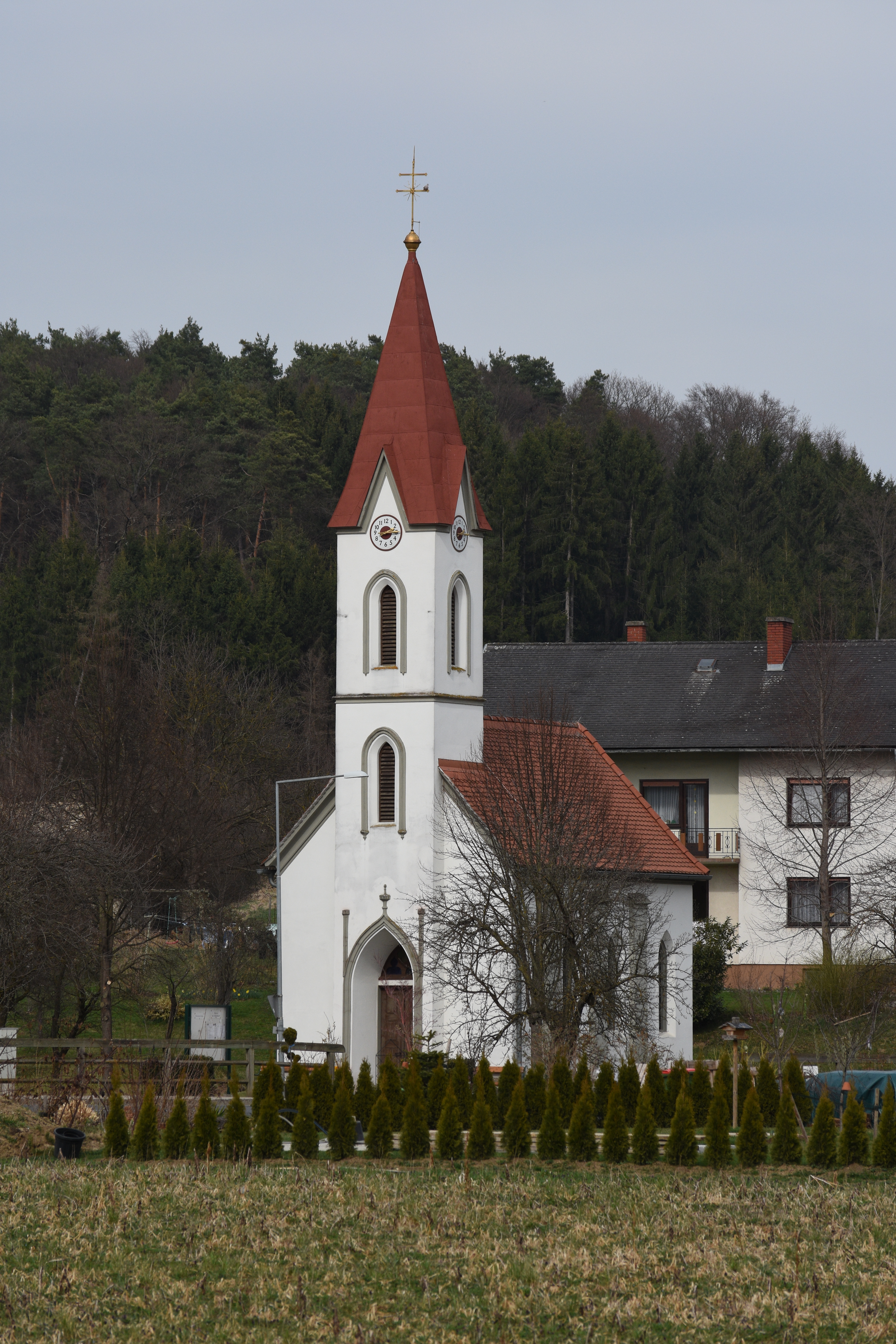
Walkersdorf kápolnája

Ottendorf an der Rittschein a Kelet-stájerországi dombságon fekszik, a Rittschein folyó mentén. Az önkormányzat 4 települést egyesít: Breitenbach (94 lakos), Ottendorf an der Rittschein (808), Walkersdorf (353) és Ziegenberg (282).   
A környező önkormányzatok: északra Ilz, délre Riegersburg, nyugatra Markt Hartmannsdorf.

## Története
Ottendorfot feltehetően röviddel azután alapították, hogy a magyar-osztrák határt III. Henrik császár kitolta a Lapincsig és megkezdték a korábbi gyepűvidék betelepítését. Neve Ottófalvát jelent, talán Otto von Riegersburg után. Neve először 1318-ban jelenik meg a seckaui apátság egyik oklevelében. A középkor során Ottendorf és Walkersdorf a riegersburgi uradalomhoz tartozott.  
A települési önkormányzatok 1850-es alakulásakor Walkersdorf önálló községi tanácsot hozott létre, míg Ottersdorf csak 1935-ben szakadt el Oedtől (ma Markt Hartmannsdorf része). A két község 1969-ben egyesült. 

## Lakosság
A Ottendorf an der Rittschein-i önkormányzat területén 2017 januárjában 1559 fő élt. A lakosságszám 1991 óta (akkor 1329 fő) gyarapodó tendenciát mutat. 2015-ben a helybeliek 97,9%-a volt osztrák állampolgár; a külföldiek közül 1% a régi (2004 előtti), 0,8% az új EU-tagállamokból érkezett. 2001-ben a lakosok 97,4%-a római katolikusnak, 0,3% evangélikusnak, 1,4% pedig felekezet nélkülinek vallotta magát. 

## Látnivalók
- a Szt. Ilona-plébániatemplom eredetileg 1477-ben épült. 1957-ben teljesen átépítették.
- Walkersdorf kápolnája

## Fordítás
- Ez a szócikk részben vagy egészben  az   Ottendorf an der Rittschein című német Wikipédia-szócikk ezen változatának fordításán alapul.  Az eredeti cikk szerkesztőit annak laptörténete sorolja fel. Ez a jelzés csupán a megfogalmazás eredetét és a szerzői jogokat jelzi, nem szolgál a cikkben szereplő információk forrásmegjelöléseként.